# 松本虎太
松本虎太（1879年10月17日—1959年），日本香川人，日本土木工程師，主導基隆築港工事，也曾設計新的台南運河讓臺南安平區經濟加速發展。時任基隆市尹（基隆市長）感念其功績，於1937年建造松本記念館。
松本虎太於1945年受命擔任台湾电力公司社長，第二次世界大戰結束後，被中華民國政府留任成為台湾电力公司顧問，直到1947年返回日本。

## 生平
松本於1879年10月17日生於香川縣綾歌郡陶村（今綾川町），本籍香川縣香川郡池西村。原為香川人高橋傳的二男，後被松本武次郞收養。

### 基隆築港工程
1903年松本虎太進入京都帝國大學工科大學土木工學科念书并于1906年畢業，獲取工學学士學位。甫畢業即渡海前往台湾，在基隆築港局工務課裡擔任技手，於土木工程师川上浩二郎手下工作，負責設計與監督工程進度。1908年7月，總督府廢除築港局，設立工事部，松本獲晋升成為技師。1908年7月擔任臨時台灣總督府土木部技師，并于同年10月擔任工事部技師。
因台湾總督府傾注全力於推行打狗築港計畫，許多技師也紛紛被調往打狗，築港局裡只剩下松本虎太一名技師。於是他趁這次時間，於1917年2月，到歐美各國留學一年半，研究海水對筋混凝土的影響。1921年12月5日在美國伊利诺伊大学厄巴纳-香槟分校公報上發表论文《含水量對普通混凝土及鋼筋混凝土的膨脹和收縮影響之研究》（ ) 。1909年10月，原在工事部底下的基隆支部改名為基隆出張所，1920年12月被躍升為基隆出張所所長。1927年2月擔任內務局土木課技師。
松本為解決基隆築港當前的問題，制定大規模的擴建計畫。首先擴建位於岸壁後的倉庫，並進行疏浚工程。第4期工程在1935年完工，施工時撤除港灣內的暗礁，建造造船廠和軍港、漁港，以及整備碼頭倉庫到港灣區域的線路。基本計畫中將現在的岸壁延伸700多公尺，可以同時停泊4艘4000噸的船，構築一年間可堆放80萬噸煤炭的設備，在港灣內設置3000噸級和1萬噸級的修繕船渠。他還將長達560公尺的岸壁的水深設定在9～10公尺，可停泊6000噸到1萬噸的輪船，420公尺岸壁的水深則設定在11公尺，可讓1萬5000噸的船舶橫向靠岸。這麼一來，由15艘3000噸到1萬噸級的船舶，也可將6艘同樣大小的船舶繫在浮標上，總共21艘船舶可以安全停泊在內港，是近代化的港灣設備。

### 興建新台南運河
原本在清治時期所闢建的舊台南運河在日治時期逐漸淤積，已不敷使用。為改善此問題，松本虎太奉命重新規劃台南運河。他在舊運河南側重新設計新運河，建造運河的工程於1922年4月16日開工，1926年4月25日竣工。運河全長3.782公里，河面寬37公尺，河底寬27.3公尺，退潮時水深1.8公尺，並於台南及安平興建二座船塢。開鑿運河時所挖出的廢土，則填埋成今安平路、安北路一帶。新運河連接台南與安平兩地，船舶可透過運河直接抵達市區或外海，加速安平的經濟繁榮。1924年擔任總督府交通局技師，1932年7月擔任道路港灣課長兼任所長，1932年卸任所長。1933年，擔任高等海員審判所審判官，1937年任山地開發調查會委員。1942年3月7日，松本虎太擔任台電理事，翌年7月22日擔任副社長，1945年1月23日擔任社長。

### 戰後經歷
第二次世界大戰結束之初，在台日本人組織「蓬萊俱樂部」，辦理在台日本人的救濟、互助事宜，松本虎太即為會員之一，但俱樂部因行政長官公署的猜忌而解散。之後於1946年1月1日組織「日僑互助會」，松本擔任副會長。1946年3月，松本虎太等422名台湾电力公司人員被留用，松本成為台湾电力公司顧問，致力協助中國對台湾电力公司的營運。1947年返日，居於陶村，1951年擔任該村村長，1954年擔任綾南町長，1959年逝世。

## 紀念
松本虎太轉任交通局道路港灣課課長後，時任基隆市尹（基隆市長）發起並組織「松本紀念館建設委員會」，向民眾募捐，擇址於獲選為「新臺灣八景」之一的基隆旭丘山上。松本記念館於1937年完工，佔地近千坪，經費高達3萬餘圓之多，做為接待外賓的會館之用。在開館日當天曾邀請松本虎太夫婦到場參觀並頒發感謝狀。館內展示由雕塑家鮫島臺器所鑄造之松本虎太鑄像，因此松本虎太可能是臺灣築港技術官員立雕像的第一人。雕像曾在二戰期間被送到日本，近年在松本虎太孫子的家中重新被找到。二戰時，松本紀念館被日軍徵用，成為「重砲兵連指揮所後軍事設施部署」，戰後紀念館長期被軍方管制，海巡部隊亦曾進駐該地。2015年10月25日，獲基隆市政府指定為歷史建築，2020年展開修復。

## 榮典
- 正四位勳三等[1]

## 延伸閱讀
- A Study of the Effect of Moisture Content upon the Expansion and Contraction of Plain and Reinforced Concrete （页面存档备份，存于）